# Hans Mersmann
Hans Mersmann, född 6 oktober 1891 i Potsdam, död 24 juni 1971 i Köln, var en tysk musikolog.
Mersmann var lärjunge till bland andra Adolf Sandberger och Hermann Kretzschmar. Han ägnade sig särskilt åt insamling av tyska folkvisor och blev 1917 ledare för preussiska folkevisearkivet och efter första världskriget lärare vid Julius Sterns musikkonservatorium, där han även verkade som musikkritiker. 
År 1926 blev Mersmann extra ordinarie professor vid tekniska högskolan i Charlottenburg. Han gjorde sig känd som musikestetiker och i synnerhet som litterär förkämpe för den så kallade nya musiken. Efter det nazistiska maktövertagandet 1933 tvingades han av denna anledning att lämna sin tjänst vid högskolan och verkade därefter som privat musiklärare. År 1935 stämplades han av det nazistiska Kampfbund für deutsche Kultur som "musikbolsjevik".
Under åren 1947 till 1957 var Mersmann föreståndare för Hochschule für Musik Köln. Han utgav monografierna Das deutsche Volkslied, Beethoven, Musik der Gegenwart's och Mozart, förutom många artiklar och bidrag till samlingsverk.